# Karaszuk (folyó)
A Karaszuk (oroszul: Карасук) folyó Oroszországban, a Nyugat-szibériai-alföld déli részén, a Novoszibirszki területen.
Neve türk eredetű szóból származik, jelentése: Csornaja voda ('fekete víz').

## Földrajz
Hossza: 531 km, vízgyűjtő területe: 11 300 km², évi közepes vízhozama az alsó szakaszon: 2,54 m³/s.
A Baraba-alföld délkeleti részének mocsaras területén ered, a Novoszibirszki-víztározótól északnyugatra. A Felső-Ob és az Irtis közötti lefolyástalan medencében folyik délnyugat felé és az orosz-kazah államhatár vidékének lefolyástalan tavai között elvész.
Október végétől április közepéig jég borítja. Télen a folyó fenékig befagyhat, nyáron pedig gyakran kiszárad. Vízgyűjtő területét a felső folyáson erdős sztyepp, az alsó folyáson sztyepp borítja; az éghajlat mérsékelten kontinentális. 
A partján fekvő nagyobb település Karaszuk és Krasznozjorszkoje, mindkettő az azonos nevű járás székhelye.